# ジム・トレーバー
ジェームズ・ジョセフ・トレーバー（James Joseph Traber , 1961年12月26日 - ）は、アメリカ合衆国オハイオ州出身の元プロ野球選手（内野手）。

## 経歴
オクラホマ州立大学では野球の他にアメリカンフットボールでもクォーターバック（QB）として活躍。
1982年のMLBドラフト21巡目（全体の543番目）でボルチモア・オリオールズに指名され契約。1984年9月21日にメジャーデビュー。オリオールズでのニックネームは「The Whammer」。トレーバーの守備位置は一塁手であり、オリオールズには同位置にはエディ・マレーが不動のレギュラーであったため、トレーバーはレギュラーを獲得できなかった。
1990年に近鉄バファローズに入団し、来日。同年は打率.303、24本塁打、92打点と存在感を示した。
翌1991年はオールスターゲームに出場。同年は打率こそ.272と落ちたが29本塁打を放ち、前年同数の92打点ながら、打点王を獲得し、ベストナインとゴールデングラブ賞に選ばれた、さらにリーグ最多の14敬遠を記録し、存在感を見せつけた。しかし、翌年の年俸で100万ドル（当時約1億3000万円）を要求するトレーバー側と70万ドル（当時約9100万円）を提示する近鉄球団側との交渉が決裂し、同年限りで退団となった。
1993年はリーガ・メヒカーナ・デ・ベイスボルのモンテレイ・サルタンズで1年間プレー。
2019年まで、トレーバーはオクラホマで20年以上続くスポーツラジオDJを務めた。5月に脳腫瘍に倒れたが、手術が成功して回復中である。また、1995年4月19日に起こったオクラホマシティ連邦政府ビル爆破事件の際には、現場近くの放送局に居合わせ、日本のスポーツ新聞のインタビューに応え、事件の様子を伝える記事を提供していた。

## 人物
試合中は気性が荒く、後述する乱闘騒ぎのほかに新人・野茂英雄が初登板で清原和博に死球を与えて打席でうずくまると周りに集まった西武メンバーを執拗に挑発していた。また一塁守備では出塁した石毛宏典に話しかけて牽制からの挟殺プレー、外野からのバックホームを突如カットして離塁走者をアウトにするなど機転を利かせたプレーもあった。これらは体型に似合わない俊敏さがコミカルで珍プレー好プレー等ではよく取り上げられた。
歌が得意で、オリオールズ時代にはしばし試合前のアメリカ合衆国国歌独唱を担当した。
来日中は自分の娘をインターナショナル・スクールではなく日本の小学校に通わせていた。
ビールが大好物で、仲の良かった金村義明は「トレーバーはビールが主食です。みんなで食事に行っても、トレーバーは瓶ビールだけ頼む。みんなが食べている間、彼だけずっとビールを瓶のまま、ラッパ飲みしてました」とコメントしている。その為か野球選手にしては腹はかなり出ていた方だが、前述のゴールデングラブ賞の受賞や園川との乱闘劇の際盗塁の名手である大石大二郎の追走を振り切ってしまうダッシュ力を見せており、日本での通算盗塁が13個（失敗3個）など動きは機敏だった。また、トレーバーは金村の実家の焼肉屋の常連客であり、親にも殴られた事のない「いいとこの坊ちゃん」だったという。

### 乱闘騒ぎ
1991年5月19日に秋田・八橋球場で行われた対ロッテ戦で、園川一美からの死球に激昂して園川を外野まで追いかけて乱闘騒ぎを起こした。この乱闘の際にロッテの金田正一監督に、顔面を2回蹴られた事は「プロ野球珍プレー・好プレー大賞」で放送されたことによって有名になり、一時期同番組内で繰り返しそのシーンが放送されていた（1回目は外野付近で揉み合いになった際、その後ベンチへ引き上げるが金田を見つけて相手ベンチへ突進するも躓いて転んだところに金田が振り上げた足が当たった）。ただし、退場させられたのはトレーバーだけであって、金田は退場宣告されなかった。この試合後に近鉄のマネージャーからロッテのマネージャーに「トレーバーが狙いに行くから気をつけて」という内容の電話があって金田監督が1日ホテルから一歩も出なかったと金村がバラエティ番組で語っている。ちなみに「これが決定版!プロ野球珍プレー好プレー」ではこの乱闘騒動を「トレーバー謎の反転」と呼んでいた。

## 詳細情報

### 年度別打撃成績
| 年 度    | 球 団    | 試 合 | 打 席 | 打 数 | 得 点 | 安 打 | 二 塁 打 | 三 塁 打 | 本 塁 打 | 塁 打 | 打 点 | 盗 塁 | 盗 塁 死 | 犠 打 | 犠 飛 | 四 球 | 敬 遠 | 死 球 | 三 振 | 併 殺 打 | 打 率 | 出 塁 率 | 長 打 率 | O P S |
| -------- | -------- | ----- | ----- | ----- | ----- | ----- | -------- | -------- | -------- | ----- | ----- | ----- | -------- | ----- | ----- | ----- | ----- | ----- | ----- | -------- | ----- | -------- | -------- | ----- |
| 1984     | BAL      | 10    | 24    | 21    | 3     | 5     | 0        | 0        | 0        | 5     | 2     | 0     | 0        | 0     | 1     | 2     | 0     | 0     | 4     | 1        | .238  | .292     | .238     | .530  |
| 1986     | BAL      | 65    | 240   | 212   | 28    | 54    | 7        | 0        | 13       | 100   | 44    | 0     | 0        | 0     | 5     | 18    | 2     | 5     | 31    | 6        | .255  | .321     | .472     | .793  |
| 1988     | BAL      | 103   | 376   | 352   | 25    | 78    | 6        | 0        | 10       | 114   | 45    | 1     | 2        | 1     | 3     | 19    | 3     | 1     | 42    | 8        | .222  | .261     | .324     | .585  |
| 1989     | BAL      | 86    | 257   | 234   | 14    | 49    | 8        | 0        | 4        | 69    | 26    | 4     | 3        | 1     | 3     | 19    | 1     | 0     | 41    | 7        | .209  | .266     | .295     | .560  |
| 1990     | 近鉄     | 123   | 528   | 495   | 64    | 150   | 25       | 1        | 24       | 249   | 92    | 2     | 2        | 0     | 5     | 25    | 5     | 3     | 70    | 18       | .303  | .337     | .503     | .840  |
| 1991     | 近鉄     | 124   | 533   | 486   | 61    | 132   | 15       | 2        | 29       | 238   | 92    | 11    | 1        | 1     | 9     | 33    | 14    | 4     | 51    | 9        | .272  | .318     | .490     | .807  |
| MLB：4年 | MLB：4年 | 264   | 897   | 819   | 70    | 186   | 21       | 0        | 27       | 288   | 117   | 5     | 5        | 2     | 12    | 58    | 6     | 6     | 118   | 22       | .227  | .279     | .352     | .631  |
| NPB：2年 | NPB：2年 | 247   | 1061  | 981   | 125   | 282   | 40       | 3        | 53       | 487   | 184   | 13    | 3        | 1     | 14    | 58    | 19    | 7     | 121   | 27       | .287  | .327     | .496     | .824  |

- 各年度の太字はリーグ最高

### タイトル
NPB
- 打点王：1回 （1991年）
- 最多安打：1回（1990年）※当時連盟表彰なし

### 表彰
NPB
- ベストナイン：1回 （1991年）
- ゴールデングラブ賞：1回 （1991年）
- 月間MVP：1回 （1991年8月）

### 記録
NPB初記録
- 初出場・初先発出場：1990年4月8日、対福岡ダイエーホークス1回戦（藤井寺球場）、4番・指名打者として先発出場
- 初安打：同上、3回裏に藤本修二から
- 初打点：1990年4月10日、対西武ライオンズ1回戦（藤井寺球場）、5回裏に郭泰源から右前適時打
- 初本塁打：1990年4月29日、対オリックス・ブレーブス4回戦（阪急西宮球場）、3回表に伊藤敦規から右越3ラン

NPBその他の記録
- オールスターゲーム出場：1回 （1991年）

### 背番号
- 28 （1984年、1986年、1988年 - 1989年）
- 33 （1990年 - 1991年）